# Neoeutrypanus
Neoeutrypanus (лат.) — род усачей трибы Acanthocinini из подсемейства ламиин.

## Описание
Коренастые жуки с булавовидными бёдрам. От близких групп отличается следующими признаками: усики со щетинками; переднегрудь со срединным латеральным бугорком; переднеспинка без бугорков по бокам от середины передней половины; мезовентральный отросток шире мезококсальной полости; первый членик задних лапок немного длиннее, чем два следующих вместе.

## Классификация и распространение
В составе рода около 10 видов. Встречаются в Северной и Южной Америке от Мексики до Аргентины.
- Neoeutrypanus decorus (Bates, 1881)
- Neoeutrypanus dentatus Botero & Monné, 2015[7]
- Neoeutrypanus generosus (Monné & Martins, 1976)[8]
- Neoeutrypanus glaucus (Melzer, 1931)
- Neoeutrypanus incertus (Bates, 1864)
- Neoeutrypanus inustus (Monné & Martins, 1976)
- Neoeutrypanus llanero Botero & Monné, 2015[7]
- Neoeutrypanus maculatus Monné, 1985
- Neoeutrypanus mutilatus (Germar, 1824)
- Neoeutrypanus nitidus (White, 1855)
- Neoeutrypanus nobilis (Bates, 1864)
- Neoeutrypanus sobrinus (Melzer, 1935)[9]